# DVB-IPI
El DVB-IPTV es un estándar abierto creado por DVB para la transmisión de servicios multimedia utilizando la infraestructura existente y más extendida como es la red IP Protocolo de Internet. 
A grandes rasgos, una vez tenemos los datos codificados con MPEG-2 e insertados en MPEG-2 Transport Streams (MTS), los encapsulamos en RTP (Real-time Transport Protocol) y estos, a su vez, en datagramas IP.

## Pila de protocolos para ofrecer servicios DVB-IP
La figura siguiente se trata de un diagrama lógico de los protocolos como interfaz de DVB-IPTV. Muestra desde los servicios ofrecidos al usuario, pasando por protocolos de aplicación, transporte, red y enlace, de acuerdo con el modelo OSI.
Debemos apreciar que como capa física y de enlace aparecen Ethernet y IEEE 1394 pero podrían ser otras redes físicas que cumplieran los requisitos el DVB Home Networking.

## Servicios y/o Aplicaciones
Los servicios que ofrece DVB-IPI se han clasificado por categorías según sus funcionalidades:
- Servicios de entretenimiento:
  - Pay TV (audio/vídeo).
  - Video On Demand (audio/vídeo).
  - Música.
  - Descarga de imágenes.
  - Juegos.

- Servicios de información general:
  - Guía de programación.
  - Anuncios a la carta.
  - Noticias deportivas.
  - Noticias de ocio.
  - Información de emergencia.
  - Noticias de interés general.
  - Información de reservas de vuelos.
  - Información financiera.

- Servicios de educación:
  - E-Learning.

- Servicios de mensajería:
  - Correo electrónico.
  - Mensajería multimedia.

- Servicios de comunicación:
  - Videoconferencia.
  - Videotelefonía.
  - Voz sobre IP.

- Servicios unidifusión (Unicast)
- Servicios Multidifusión Multicast